# Lista de prefeitos de Lauro de Freitas
Esta é a lista de prefeitos do município de Lauro de Freitas, localizado na região metropolitana de Salvador, no estado brasileiro da Bahia.
O cargo de prefeito no Brasil, foi criado em 11 de abril de 1835, pela assembleia provincial paulista, em reação aos amplos poderes conferidos pelo Código de Processo Criminal de 1832 às câmaras municipais. Seguiram o exemplo paulista seis províncias do nordeste brasileiro (Alagoas, Ceará, Maranhão, Paraíba, Pernambuco e Sergipe).
Sob a vigente ordem constitucional, essa designação é dada ao funcionário público do Poder Executivo municipal, que exerce seu cargo em função de uma legislatura (mandato), sendo para tanto eleito a cada quatro anos, podendo ser reeleito por mais 4 anos (segundo mandato).
Funções
O poder executivo municipal chefia a administração e comanda os serviços públicos, tendo como comandante o prefeito.
A partir da constituição brasileira de 1934, o cargo de prefeito passou a ser o único, em todo o Brasil, ao qual estão atribuídas as funções de chefe do poder executivo do governo local, em simetria aos chefes dos executivos da União e do estado, portanto, em forma monocrática. Este texto quer dizer que deverá haver harmonia e integração de ação entre as esferas envolvidas sem a intervenção de uma na outra, exceto nos casos previstos na Constituição Federal.
Eleições
O prefeito é eleito por sufrágio universal, secreto, direto, em pleito simultâneo em todo o País, realizado a cada quatro anos, no primeiro domingo de outubro.
E trinta dias após tem lugar o segundo turno, se o eleito em primeiro lugar não atingir 50% dos votos válidos mais um voto, no caso de municípios com mais de duzentos mil eleitores.
Conforme a legislação eleitoral atual no Brasil para tornar-se elegível, exige-se uma série de requisitos;
- Possuir nacionalidade brasileira ou portuguesa (neste caso, o cidadão português deve se encontrar amparado pelo Estatuto de Igualdade entre Portugueses e Brasileiros),
- Título de eleitor em dia e estar em gozo pleno do exercício dos direitos políticos,
- Domicilio eleitoral na circunscrição na qual o candidato se apresenta,
- Filiação partidária,
- Ser alfabetizado (tópico invalidado pela atual constituição brasileira de 1988),
- Desincompatibilização de cargo público — Se ocupa um cargo público deve sair seis meses antes das eleições e voltar caso possa só após seis meses ao pleito eleitoral,
- Renúncia de outro mandado até seis meses antes do pleito e não ser parente afim ou consangüíneo, até segundo grau, ou cônjuge de titular de cargo eletivo; pode, entretanto, ser candidato à reeleição (artigo 14 da Constituição),
- Ter idade mínima de 21 anos.

## Prefeitos
| N°  | Prefeito (a)              | Foto                  | Partido                | Partido                                          | Vice-prefeito (a)     | Partido                                         | Partido                                          | Início do Mandato                                                    | Fim do Mandato         | Notas e Referências                            |
| --- | ------------------------- | --------------------- | ---------------------- | ------------------------------------------------ | --------------------- | ----------------------------------------------- | ------------------------------------------------ | -------------------------------------------------------------------- | ---------------------- | ---------------------------------------------- |
| 1°  | Celso Pinheiro da Silva   |                       |                        | Partido Trabalhista Brasileiro PTB               | Cargo Inexistente     |                                                 |                                                  | 31 de julho de 1962                                                  | 30 de janeiro de 1966  | Prefeito eleito em sufrágio universal          |
| 2°  | Amarílio Tiago dos Santos |                       |                        | Partido Social Democrático PSD                   | Cargo Inexistente     | 31 de janeiro de 1966                           | 30 de abril de 1969                              | Prefeito eleito em sufrágio universal, cassado pela Câmara Municipal |                        |                                                |
| -   | José Temporal             |                       |                        | Aliança Renovadora Nacional ARENA                | Cargo Inexistente     | 1° de maio de 1969                              | 17 de julho de 1969                              | Presidente da Câmara no cargo de Prefeito interinamente              |                        |                                                |
| -   | José Mendes               |                       |                        | Aliança Renovadora Nacional ARENA                | Cargo Inexistente     | 18 de julho de 1969                             | 25 de setembro de 1969                           | Presidente da Câmara no cargo de Prefeito interinamente              |                        |                                                |
| -   | Fernando Sabino           |                       |                        | Aliança Renovadora Nacional ARENA                | Cargo Inexistente     | 26 de setembro de 1969                          | 18 de novembro de 1969                           | Presidente da Câmara no cargo de Prefeito interinamente              |                        |                                                |
| -   | Miguel Santos Silva       |                       |                        | Aliança Renovadora Nacional ARENA                | Cargo Inexistente     | 19 de novembro de 1969 - 30 de janeiro de 1970  | 30 de janeiro de 1970                            | Presidente da Câmara no cargo de Prefeito interinamente              |                        |                                                |
| -   | Alfredo Agostinho de Deus |                       |                        | Aliança Renovadora Nacional ARENA                | Cargo Inexistente     | 31 de janeiro de 1970                           | 30 de janeiro de 1973                            | Presidente da Câmara no cargo de Prefeito interinamente              |                        |                                                |
| 3°  | Ismael Ornellas Farias    |                       |                        | Aliança Renovadora Nacional ARENA                | Cargo Inexistente     | 31 de janeiro de 1973                           | 31 de dezembro de 1979                           | Prefeito nomeado pelo Governador do Estado Antônio Carlos Magalhães  |                        |                                                |
| 4°  | Gerino de Souza Filho     |                       |                        | Aliança Renovadora Nacional ARENA                | Cargo Inexistente     | 1° de janeiro de 1980                           | 31 de dezembro de 1985                           | Prefeito nomeado pelo Governador do Estado Antônio Carlos Magalhães  |                        |                                                |
| 5°  | Paulo Rosa Neto           |                       |                        | Partido Trabalhista Brasileiro PTB               | Itamar Oliveira       |                                                 | -                                                | 1° de janeiro de 1986                                                | 31 de dezembro de 1988 | Prefeito e vice eleitos em sufrágio universal  |
| 6°  | João Leão                 |                       |                        | Partido do Movimento Democrático Brasileiro PMDB | Gerino de Souza Filho |                                                 | -                                                | 1° de janeiro de 1989                                                | 31 de dezembro de 1992 | Prefeito e vice eleitos em sufrágio universal  |
| 7°  | Otávio Pimentel           |                       |                        | Partido do Movimento Democrático Brasileiro PMDB | Roberto Muniz         |                                                 | Partido do Movimento Democrático Brasileiro PMDB | 1° de janeiro de 1993                                                | 31 de dezembro de 1996 | Prefeito e vice eleitos em sufrágio universal  |
| 8°  | Roberto Muniz             |                       |                        | Partido do Movimento Democrático Brasileiro PMDB | Emerson Palmeira      |                                                 |                                                  | 1° de janeiro de 1997                                                | 31 de dezembro de 2000 | Prefeito e vice eleitos em sufrágio universal  |
| 9°  | Marcelo de Abreu          |                       |                        | Partido da Social Democracia Brasileira PSDB     | Emerson Palmeira      | 1° de janeiro de 2001                           | 31 de dezembro de 2004                           | Prefeito eleito e vice reeleito em sufrágio universal                |                        |                                                |
| 10ª | Moema Gramacho            |                       |                        | Partido dos Trabalhadores PT                     | João Oliveira         |                                                 | Partido da Social Democracia Brasileira PSDB     | 1° de janeiro de 2005                                                | 31 de dezembro de 2008 | Prefeita e vice eleitos em sufrágio universal  |
| 10ª | Moema Gramacho            | 1° de janeiro de 2009 | 31 de dezembro de 2012 | Partido dos Trabalhadores PT                     | João Oliveira         | Prefeita e vice reeleitos em sufrágio universal | Partido da Social Democracia Brasileira PSDB     |                                                                      |                        |                                                |
| 11° | Márcio Araponga Paiva     |                       |                        | Progressistas PP                                 | Bebel Carvalho        |                                                 | Partido Social Liberal PSL                       | 1° de janeiro de 2013                                                | 31 de dezembro de 2016 | Prefeito eleito em sufrágio universal          |
| 12ª | Moema Gramacho            |                       |                        | Partido dos Trabalhadores PT                     | Mirela Macedo         |                                                 | Partido Social Democrático PSD                   | 1° de janeiro de 2017                                                | 31 de dezembro de 2020 | Prefeita e vice eleitas em sufrágio universal  |
| 12ª | Moema Gramacho            | Dr. Vidigal           |                        | Partido dos Trabalhadores PT                     | Republicanos REP      | 1° de janeiro de 2021                           | 31 de dezembro de 2024                           | Prefeita reeleita e vice eleito em sufrágio universal                |                        |                                                |
| 13ª | Débora Regis              |                       |                        | União Brasil UNIÃO                               | Mateus Reis           |                                                 | União Brasil UNIÃO                               | 1° de janeiro de 2025                                                | atualidade             | Prefeita e vice eleitos em sufrágio universal. |